# 妳是我的淫蕩女王
《妳是我的淫蕩女王》，是由冈本伦原著，橫槍萌果作画的青年漫画。连载开始于《周刊YOUNG JUMP》2012年8号刊登的单篇，之后连载于《Miracle Jump》（2012年10号-12号），后转移回《周刊YOUNG JUMP》进行不定期连载，於2017年8月31日完結。單行本銷量突破17萬本。

## 故事簡介
齋藤明和川奈昴曾是感情要好的青梅竹馬，但小學畢業後、川奈昴進入名校就讀。儘管兩人後來就讀同一高中，但兩人之間已有隔閡。某日、齋藤明偶然聽到關於反面之神的傳聞，便開玩笑似地向祂祈願自己與川奈昴的戀情，這導致齋藤明房間裡的衣櫥和川奈昴的房間連接在一起。
反面之神現身並告訴他們實現願望的代價，是在一天之中的某段時間取走川奈昴的「自制心」，失去自制心的川奈昴表現出對齋藤明的愛意，不斷地想要與他做愛。齋藤明後來發現願望之所以生效、是由於川奈昴也許了同樣的願望，因此兩人實際上心意相通，但卻因為川奈昴的自制心而遲遲未進一步。

## 出版書籍
| 集數 | 集英社         | 集英社                 | 青文出版社    | 青文出版社           |
| 集數 | 發售日期       | ISBN                   | 發售日期      | EAN                  |
| ---- | -------------- | ---------------------- | ------------- | -------------------- |
| 1    | 2013年2月19日  | ISBN 978-4-08-879525-6 | 2015年1月14日 | EAN 471-8016-01123-6 |
| 2    | 2017年11月17日 | ISBN 978-4-08-890753-6 | 2018年7月25日 | EAN 471-8016-03362-7 |